# Tarján Péter
Tarján Péter (Budapest, 1957. december 7. –) magyar színész.

## Életpályája
Zenei általános iskola harmadik osztályából került a Magyar Rádió gyermek-színjátszó csoportjába, ahol szerepelt többek között Gaál István rendezésében a Két évi vakáció című rádiójátékban. Kispesten, a Landler Jenő Gimnáziumban érettségizett, itt a színjátszócsoport tagja volt. Elvégezte a Budapesti Tanítóképző Főiskola ének-népművelés szakát, mellette az Universitas együttesben játszott. Harmadik nekifutásra vették fel a Színművészeti Főiskola színész szakára. Zsámbéki Gábor, Székely Gábor és Major Tamás voltak az osztályvezető tanárai. Gyakorló éveiben a Katona József Színház több produkciójában kapott feladatot. 1986-ban diplomázott színészként. Először a Szegedi Nemzeti Színház szerződtette. 1988-tól a budapesti Arany János Színház, 1993-tól az Új Színház tagja volt. 1994-től játszott a Theoréma Színház előadásain. 1994-től szabadfoglalkozású színművész, sokat foglalkoztatott szinkronszínész, a Revoice Szinkronstúdió művészeti igazgatója.
A Film+ csatornahangja.

## Fontosabb színházi szerepei
- William Shakespeare: Lear király... Oszvald
- William Shakespeare: Hamlet... Fortinbras, norvég királyfi
- William Shakespeare – Kamondi Zoltán: Szentivánéji állomás... Szellem
- Carlo Goldoni: Két úr szolgája... Pincér
- Molière: Scapin furfangjai... Géronte
- Molière: Tartuffe... Tartuffe
- Molière: Sganarelle, vagy a képzelt szarvak... Lélie, Célie kedvese
- Molière: Kullancsok... Alcippe; Philente
- Aiszkhülosz: Oreszteia... Püladész
- Fjodor Mihajlovics Dosztojevszkij: A játékos... Pincér
- Alexander Breffort – Marguerite Monnot: Irma, te édes... Mimóza
- Mark Twain: Koldus és királyfi... Humphray; Hugo
- Ivo Brešan: Díszvacsora a temetkezési vállalatnál... Musica
- Eugène Ionesco: Rinocérosz... Lakó
- Jean Genet: A balkon... Bíró
- Michel de Ghelderode: Escurial (Haláltánc)... szereplő (Universitas Együttes)
- Pilinszky János: Élőképek... szereplő (Universitas Együttes)
- Madách Imre: A civilizátor... szereplő (Universitas Együttes)
- Weöres Sándor: A holdbéli csónakos... Dumuzi, sumér főpap
- Jókai Mór – Tolcsvay László – Böhm György – Korcsmáros György: A kőszívű ember fiai... Jenő
- Petőfi Sándor: Tigris és hiéna... Sülülü
- Benedek Elek: Többsincs királyfi... Többsincs királyfi
- Kondor Béla: Angyal, ördög, költő... költő
- Kacsóh Pongrác: János vitéz... Bartoló, udvari tudós
- Karinthy Ferenc: Leánykereskedő... Pubi
- Mitch Leigh – Dale Wasserman – Joe Darion: La Mancha lovagja... Házvezetőnő
- Dávid király zsoltárai klezmerbe öltöztetve... szereplő, közreműködő (Spinoza Színház)
- Eugen Eschner: Gergő király... Kancellár
- Turián György: A varázspálca... Derék Dénes, Derék Döme fia
- Tabarin: A megóvott szüzesség... Lukács
- Szilveszteri Klezmer Kabaré... szereplő, közreműködő (Játékszín)
- Csikós Attila: Díszítők... Kovi bá (B32 Galéria és Kultúrtér)
- Verebes István: Senki sem tökéletes, avagy nincs, aki hűvösen szereti... Specc
- Földiák Vince – Papp Gáspár: +1... Szinkron (Krétakör)

## Filmek, tv
- Nyolc évszak (sorozat) (1987)
- Az álommenedzser (1994)
- Szomszédok (sorozat)
  - 127. rész (1992)... Diabéteszes ember
  - 230. rész (1996)... BKV ellenőr
- Sacra Corona (2001)
- Jóban Rosszban (sorozat, 2011-2012)
- A mi kis falunk (2021)
- Doktor Balaton (2022)
- A Király (2022)
- Magyarázat mindenre (2023)... dr. Vári

## Szinkronszerepei
- Csernobil: Anatolij Gyatlov - Paul Ritter
- Alkony sugárút: Sheldrake - Fred Clark (2. szinkron)
- Vasember 2.: Howard Stark - John Slattery
- Amerika Kapitány: Polgárháború: Howard Stark - John Slattery
- Mi lenne, ha...?: Howard Stark - John Slattery
- Bosszúállók: Végjáték: Howard Stark - John Slattery
- Star Wars: A klónok háborúja: Onaconda Farr (1. hang), Dr. Nuvo Vindi, Saesee Tiin (1. hang) - Dee Bradley Baker, Michael York
- Star Wars: A klónok háborúja (film): Narrátor - Tom Kane
- Bosszúállók újra együtt: Holló Kard (Corvus Glaive), Maynard Tiboldt / Porondmester - David Kaye, Fred Tatasciore
- Ö.K.Ö.L.: Tom Higgins - Tony Mockus Jr.
- Édenkert a sikátorban: Burp - Joe Spinell
- Szellemirtók: Dr. Peter Venkman - Bill Murray (2. szinkron)
- Csúcsformában 2.: Ricky Tan - John Lone
- Batman: Gotham lovagja: James Gordon hadnagy - Jim Meskimen
- Gru: Híradós - Rob Huebel
- A csodálatos Pókember: Férfi az árnyékban - Michael Massee
- Nagyfiúk 2.: Dr. Larry - Dennis Dugan
- A sötét lovag – Felemelkedés: Wayne ügyvédje - Tomas Arana
- Thor: Sötét világ: Önmaga - Steve Scott
- Dumb és Dumber kettyó: Garabedian professzor - Lindsay Ayliffe
- Az Igazság Ligája – Harc a légióval: Lex Luthor - John DiMaggio
- Batman Superman ellen – Az igazság hajnala: Önmaga - Charlie Rose
- Szellemirtók: Hírolvasó - Pat Kiernan
- Deadpool 2.: Igazgató - Eddie Marsan
- Bohém rapszódia: Orvos a kórházban - Ian Gabriel Dumdum
- Oppenheimer (film): Pastore szenátor - Tim DeKay

## Rendezéseiből
- Michel de Ghelderode: Escurial (Szegedi Nemzeti Színház)
- Tabarin: A megóvott szüzesség (Szentendre, Városházudvar)

## Díjai, elismerései
- Budapestért díj (2020)[4]